# テーラー山
テーラー山（テーラーさん、ナバホ語: Tsoodził）はアメリカ合衆国ニューメキシコ州北西部、グランツの町の東北の成層火山である。サンマテオ山脈の高地であり、最高点はシボラ国立森林にある。1849年に時の大統領ザカリー・テイラーに因んで名付けられた。これに先立ち、スペイン人からはCebolleta（柔らかい玉葱）と呼ばれ、この名前は広大なメサであるサンマテオ山脈の北部を指す一つの名前として残っている。テーラー山は主として麓の砂漠の上部に青い松かさのように上る森林地帯となっている。斜面は近隣のプエブロにとって材木の重要な切り出し口であった。

## 先住民の伝統
ディネにとってテーラー山はディネの伝統的な父祖の地であるディネーターの極めて重要な方向と境界をなす聖なる4つの山の一つである青緑色の山Tsoodziłである。テーラー山は南の縁に位置し、南と青に関連し、女性を表している。ディネの神話では、当時の世界の山脈の複製として最初の人類が4番目の世界の土から聖なる物質とともに聖なる山々を作り上げた。テーラー山を石のナイフで地球に括り付けた。超自然的な存在である黒い神や青緑色の少年、青緑色の少女が、山に住んでいると言われている.。テーラー山はアコマ・プエブロやラグナ・プエブロ、ズニ族にとっても聖地である。

## 火山学
テーラー山は鮮新世の時期の330万年前から150万年前の時期に活動していて、小さな活動していない火山に囲まれている。繰り返された噴火で溶岩ドームが形成され、溶岩流や灰の柱、土砂災害を引き起こした。山は恐らくセント・ヘレンズ山やフラッグスタッフ近郊のサン・フランシスコ・ピークの噴火と同様の繰り返された大規模噴火を示唆する大量の火山岩に囲まれている。山の高さに関する推計は変わっている。以前の推計は、16,000 - 18,000フィート (4,900 - 5,500 m)のサン・フランシスコ・ピークの同じような噴火前の高さに近いとされていて、最近の推計は、25,000フィート (7,600 m)近くとされている。

## 鉱山
テーラー山は鉱物を含むウランやバナジウムが豊富で、1979年から1990年にかけて大量に産出された。プエブロの土地にあるテーラー山などの数多くのウラン鉱山は、1945年からアメリカ合衆国に1300万トンのウラン鉱石を供給している。
この土地での将来の採掘活動に与える影響についての憂慮が増している。2008年6月、ニューメキシコ州文化財再調査委員会は州の文化財登録に関する山頂周辺の422,000エーカー (171,000 ha)以上の年次緊急一覧に加えることに賛成票を投じた。「推薦報告によると、ディネ、アコマ・プエブロ、ラグナ・プエブロ、ズニ、アリゾナ州のホピは、聖なる山とみなす山が予想されるウラン採掘ラッシュから守られるよう一覧の改定を州に要請した。」2009年4月、テーラー山はアメリカで最も危険に晒されている場所の歴史的保存のためのナショナル・トラストの一覧に加えられた。